# Thagria bispina
Thagria bispina är en insektsart som beskrevs av Zhang 1990. Thagria bispina ingår i släktet Thagria och familjen dvärgstritar. Inga underarter finns listade i Catalogue of Life.